# Verkehrsbetriebe Buchholz
Die Verkehrsbetriebe Buchholz i.d.N. GmbH (auch als Buchholz Bus bezeichnet) sind ein regionales Verkehrsunternehmen in Buchholz in der Nordheide. Alleinige Gesellschafter sind die Wirtschaftsbetriebe Stadt Buchholz i.d.N. GmbH.
Das Unternehmen stellt mit acht Bussen auf drei Linien den innerstädtischen Busverkehr sicher und beförderte 2023 etwa 1,4 Mio. Passagiere. Seit dem Fahrplanwechsel 2004 sind die Verkehrsbetriebe Partner im HVV. Buchholz gehört damit zu den zehn Prozent der deutschen Kommunen mit einem eigenen Stadtbussystem.
Die Streckenführung der Buslinien wird im sogenannten Rendezvous-Verfahren betrieben. Dieses Verkehrskonzept wurde im Jahre der Gründung vom Buchholz Bus von anderen Kleinstädten in Deutschland übernommen und war in den 90er Jahren ein sehr attraktives Verkehrsmodell für kleine Städte. Als Rendezvous dient in Buchholz der sogenannte Treffpunkt in der Adolfstraße, an dem sich alle 30 Minuten alle Linien des Stadtbusses an einem mittig verlaufenden Bussteig treffen. So kann ein barrierefreier Umstieg in alle Richtungen sichergestellt werden.
Die Fahrzeuge werden zwar vom Buchholz Bus betrieben, jedoch von der KVG (Kraftverkehrs Gesellschaft mbH), mit Hauptsitz in Stade, ab dem Betriebshof in Seevetal-Hittfeld bereitgestellt. Dort werden die Busse seit jeher gewartet, repariert und instand gehalten. Die Busfahrer werden ebenfalls von der KVG Hittfeld gestellt und arbeiten im Zwei-Schicht-Betrieb.
Der Betrieb ist jedoch nicht kostendeckend und erfordert hohe jährliche Subventionen, die im Jahr 2023 bei 1,3 Millionen Euro lagen und von der Stadtwerkegruppe getragen wurden. Diese Subventionen belasten gemeinsam mit denen für das Buchholzer Schwimmbad die Finanzen der Stadtwerke zunehmend. Hintergrund dieser finanziellen Herausforderungen sind die Energiewende, der notwendige Ausstieg aus dem Gasgeschäft im Zuge der Klimaneutralitätsziele (Buchholz strebt Klimaneutralität bis 2035 an) sowie hohe Investitionen in das Stromnetz und verändertes Kundenverhalten im Energiesektor. Eine weitere zukünftige Kostensteigerung wird durch die ab 2031 geltende EU-Gesetzgebung zur Umstellung der Busflotte von Diesel- auf Elektrobusse erwartet, da E-Busse in der Anschaffung teurer sind und zusätzliche Investitionen in Ladeinfrastruktur und Betriebshöfe erfordern. Der Vertrag für den Stadtbusverkehr mit der KVG läuft im September 2026 aus, weshalb die ÖPNV-Leistungen für den Zeitraum September 2026 bis September 2031 neu ausgeschrieben werden müssen. Die Stadtwerke Buchholz werden sich an dieser Ausschreibung jedoch nicht beteiligen.

## Geschichte

### 1996–1999
Am 12. Oktober 1996 wurde der Stadtbusverkehr mit sechs 9 Meter Midi-Bussen in Betrieb genommen. Es kamen MAN/Göppel Dieselbusse des Typs MAN NM 222 zum Einsatz, die bei der KVG Hittfeld mit den Wagen-Nr. 773 bis 778 nummeriert wurden. Zeitgleich wurde das Service-Center für den Buchholz Bus am Treffpunkt in der Adolfstraße mit Betriebsbeginn des Stadtbusses eröffnet.
Es wurden folgende 5 Buslinien in Betrieb genommen und bedient:
- Linie 1: Nordring und Otto-Koch-Kampfbahn (Verlauf: vom Nordring über Treffpunkt zur Otto-Koch-Kampfbahn und umgekehrt)
- Linie 2: Heimgarten und Theodor-Storm-Weg (Verlauf: vom Heimgarten über Treffpunkt zum Theodor-Storm-Weg und umgekehrt)
- Linie 3: Schlosserstraße und Treffpunkt (Verlauf: von der Schlosserstraße zum Treffpunkt)

Wenig später verlängerte man die „Linie 1 Otto-Koch-Kampfbahn“ mit neuen Haltestellen bis zum Friedhof Seppensen. Dabei wurde die Haltestelle Otto-Koch-Kampfbahn außer Betrieb genommen und seitdem nicht mehr bedient.
- Linie 1: Nordring und Seppensen Friedhof (Verlauf: vom Nordring über Treffpunkt zum Seppenser Friedhof)

### 2000–2009
Aufgrund einer weiteren Linie 3 nach Holm-Seppensen Süd und steigender Fahrgastzahlen wurden im September 2002 zwei weitere MAN Erdgasbusse des Typs MAN NL 313 CNG in der Standardlänge von 12 Metern in Dienst gestellt, welche bei der KVG Hittfeld unter Wagen-Nr. 860 und 861 nummeriert wurden.
Gleichzeitig wurden auch die Linienverläufe überarbeitet. Die „Linie 1 Nordring“ wurde mit neuen Haltestellen bis zur Bäckerstraße verlängert und in „Linie 2 Bäckerstraße“ umbenannt. Die ehemalige Endhaltestelle Nordring blieb bestehen und wurde seitdem nur noch als normale Haltestelle bedient. Mit der Verlängerung der Linie wurde auch der Streckenverlauf angepasst, sodass die Linie nicht mehr die Haltestellen Gewerbegebiet Süd, Maurerstraße und Zunftstraße bedient.
Die „Linie 2 Theodor-Storm-Weg“ blieb in der Linienführung unverändert, wurde allerdings in „Linie 1 Theodor-Storm-Weg“ umbenannt.
Mit der Aufnahme des Betriebs der Linie 3 nach Holm-Seppensen Süd 2004 wurde Holm-Seppensen an das Stadtbusnetz angeschlossen. Die Linie 3 bedient seitdem zusammen mit der Linie 1 zum Seppenser Friedhof die Haltestellen Canteleu Brücke, Am Thing und Heidekamp. Zeitgleich wurde die „Linie 3 Schlosserstraße“ ebenfalls mit neuen Haltestellen bis Möbel Kraft verlängert. Damit wurden die Haltestellen Schützenstraße und Heimgarten nicht mehr angefahren und die Haltestellen Neue Straße und Lindenstraße nur noch von der Linie 2 bedient. Die Linie 3 bediente nun die Haltestellen Zunftstraße Ost, Zunftstraße West und Maurerstraße der ehemaligen Linie 1 Nordring.
Mit der Umstellung auf den neuen Fahrplan wurden folgende 6 Buslinien mit einem Fuhrpark von sechs Diesel- und zwei Erdgasbussen bedient:
- Linie 1: Theodor-Storm-Weg und Seppensen Friedhof (Verlauf: vom Theodor-Storm-Weg über Treffpunkt zum Seppenser Friedhof und umgekehrt)
- Linie 2: Bäckerstraße und Heimgarten (Verlauf: von der Bäckerstraße über Treffpunkt zum Heimgarten und umgekehrt)
- Linie 3: Möbel Kraft und Holm-Seppensen Süd (Verlauf: von Möbel Kraft über Treffpunkt nach Holm-Seppensen Süd und umgekehrt)

Zum Fahrplanwechsel des HVV im Dezember 2004 wurde auch der Buchholz Bus Partner im HVV (Hamburger Verkehrs-Verbund).
Im März 2005 wurden aufgrund des hohen Fahrgastaufkommens und Kapazitätsproblemen der kleinen MAN Midi-Busse vier weitere MAN Erdgasbusse des Typ MAN NL 313 CNG in der Standardlänge von 12 Metern in Dienst gestellt und bei der KVG mit den Wagen-Nummern 902 bis 905 nummeriert. In dem Zuge wurden vier der alten MAN Midi-Busse mit den Wagen-Nummern 774 bis 777 nach knapp 9 Jahren Betriebszeit ausgemustert. Die zwei übrigen Midi-Busse mit den Wagen-Nummern 773 und 778 blieben weiter im Dienst und wurden mit neuer Fahrgastinformationstechnik ausgestattet.
Zeitgleich wurden die vierstelligen Linien-Nummern aus dem HVV eingeführt und die bestehenden Linien-Nummern entsprechend geändert.
Die „Linie 1 Theodor-Storm-Weg“ wurde zur „Linie 4101 Freudenthalstraße“. Aufgrund der großen Erdgasbusse konnten die Straßen Theodor-Storm-Weg und Im Waldfrieden nicht mehr befahren werden. Der Streckenverlauf wurde ab der Haltestelle Wasserwerk verändert, sodass die Endhaltestelle Theodor-Storm-Weg und die Haltestelle Im Waldfrieden nicht mehr bedient wurden. Stattdessen wurden die neue Haltestelle Klaus-Groth-Straße und als neue Endhaltestelle die Haltestelle Freudenthalstraße eingerichtet. Die „Linie 1 Seppensen Friedhof“ wurde in „Linie 4101 Seppensen Friedhof“ umbenannt und blieb vom Streckenverlauf unverändert.
Die Linie „Linie 2 Bäckerstraße“ wurde zur „Linie 4102 Bäckerstraße“ und blieb ebenfalls vom Streckenverlauf unverändert. Die „Linie 2 Heimgarten“ musste ebenfalls aufgrund der größeren Busse angepasst werden. Die Haltestelle Heimgartenstraße wurde um einige Meter verlegt, sodass diese weiter bedient werden konnte. Die ehemalige Endhaltestelle Heimgarten wurde nicht mehr bedient. Als neue Haltestelle kam die Haltestelle Grundschule Steinbeck hinzu.
Die beiden Linienverläufe der Linie 3 wurden jeweils zur „4103 Möbel Kraft“ und „4103 Holm-Seppensen Süd“ und blieben vom Streckenverlauf unverändert.
Seitdem wurden folgende 6 Buslinien mit einem Fuhrpark von zwei Diesel- und sechs Erdgasbussen bedient:
- Linie 4101: Freudenthalstraße und Seppensen Friedhof (Verlauf: vom Theodor-Storm-Weg über Treffpunkt zum Seppenser Friedhof und umgekehrt)
- Linie 4102: Bäckerstraße und Schule Steinbeck (Verlauf: von der Bäckerstraße über Treffpunkt zur Grundschule Steinbeck und umgekehrt)
- Linie 4103: Möbel Kraft und Holm-Sepp. Süd (Verlauf: von Möbel Kraft über Treffpunkt nach Holm-Seppensen Süd und umgekehrt)

### 2010–2019
Zur Ausmusterung alter Omnibusse wurden im Februar 2010 zwei neue 12 Meter Omnibusse des Typs MAN NL 293 „Lion’s City“, die den EEV-Abgas-Standard erfüllen, angeschafft. Diese Busse erhielten bei der KVG die Wagen-Nummern 1031 (ehm. 0934) und 1032 (ehm. 0935). Die Fahrzeuge wurden bereits Ende 2009 bei der KVG mit den Wagen-Nummern 0934 und 0935 in Dienst gestellt und wurden für den Buchholz Bus mit neuen Logos und Nummern versehen. Die inzwischen fast 14 Jahre alten, zwei kleinen MAN Midi-Busse 773 und 778 wurden im Zuge der Neubeschaffung der großen Dieselbusse 1031 und 1032 ausgemustert. Die 2002 beschafften Erdgasbusse 860 und 861, sowie die 2005 beschafften Erdgasbusse 902 bis 905 erhielten ebenfalls das neue Buchholz Bus Logo. Der Fuhrpark umfasste sechs Ergas- und zwei EEV Dieselbusse.
Im April 2011 wurden nach über 9 Jahren Betriebszeit die MAN Erdgasbusse 860 und 861 von 2002 ausgemustert. Als Ersatz wurden wieder zwei MAN Dieselbusse mit EEV-Abgas-Standard des Typs MAN NL 293 „Lion’s City“ angeschafft und bei der KVG mit den Wagen-Nummer 1135 und 1136 nummeriert. Der Fuhrpark umfasst nun vier Erdgas- und vier EEV Dieselbusse.
Für die Ausmusterung der 9 Jahre alten MAN Ergasbusse 902 bis 905 von 2005 wurden im März 2014 vier neue 12 Meter Mercedes-Benz Euro-6 Dieselbusse des Typs Mercedes-Benz O530 „Citaro C2“ angeschafft, welche bei der KVG die Wagen-Nummer 1431 bis 1434 erhielten. Zeitgleich erhielten die vier neuen Mercedes-Benz Busse 1432 bis 1435 und die vier alten MAN Busse 1031 und 1032, sowie 1135 und 1136 ein neues Buchholz Bus Logo. Der Fuhrpark umfasste seitdem vier EEV Dieselbusse und vier Euro-6 Dieselbusse.
Das Service-Center des Buchholz Busses am Treffpunkt in der Adolfstraße wurde im Oktober 2017, nach über 21 Jahren, ersatzlos geschlossen und dient seitdem nur noch dem Fahrpersonal der KVG als Aufenthalts- und Pausenräume.
Im Juni 2018 wurde der Streckenverlauf der „Linie 4101 Freudenthalstraße“ nochmals angepasst, um eine bessere Anbindung des Wohngebietes Märchensiedlung und des Schulzentrum I am Buenser Weg zu gewährleisten. Damit verbunden wurde die Linie in „Linie 4101 Aschenputtelweg“ umbenannt. Seitdem werden die Haltestellen Wasserwerk, Boßdorfstraße und Klaus-Groth-Straße nach über 22 Jahren bzw. 13 Jahren nicht mehr angefahren. Die ehemalige Endhaltestelle Freudenthalstraße wurde zu einer normalen Haltestelle umfunktioniert, sowie die KVG Haltestelle an der Gorch-Fock-Straße für den neuen Streckenverlauf reaktiviert. Darüber hinaus wurden die zwei neuen Haltestellen Märchenstraße und Aschenputtelweg gebaut. Neue Endhaltestelle ist die Haltestelle Aschenputtelweg.
Aufgrund der drei weggefallenen Haltestellen Wasserwerk, Boßdorfstraße und Klaus-Groth-Straße gab es mehrfach Beschwerden der Anwohner bei der Stadt Buchholz. Sie wiesen darauf hin, dass in diesem Gebiet viele ältere Menschen wohnen würden, welche auf den Bus angewiesen seien. Die Stadt beschloss daraufhin eine Probephase bis zum 31. März 2019 und entschied danach über den Streckenverlauf. Erneute Änderungen wurden nicht vorgenommen.

### Seit 2020
2020 wurden vier weitere Euro-6-Dieselbusse vom Typ Iveco Urbanway 12M angeschafft und die MAN NL 293 mit den Nummern 1031, 1032, 1135 und 1136 ausgemustert. Somit erfüllt die gesamte Flotte die Euro-6-Norm und besitzt Abbiegeassistenzsysteme zur Unfallvermeidung.
Seit 2024 sind alle Busse des Buchholz Bus mit einer datenschutzkonformen Videoüberwachung ausgestattet.

## Aktuelle Linienübersicht
Folgende Linien befahren die Verkehrsbetriebe Buchholz i.d.N. GmbH aktuell:
- Linie 4101: Aschenputtelweg – Treffpunkt – Seppensen Friedhof
- Linie 4102: Bäckerstraße – Treffpunkt – Grundschule Steinbeck
- Linie 4103: Möbel Kraft – Treffpunkt – Holm-Seppensen Süd

Die Betriebszeiten sind von Montag bis Freitag von 5:30 Uhr bis 21:00 Uhr und am Samstag von 7:30 Uhr bis 21:00 Uhr. Die Abfahrt am Treffpunkt erfolgt stündlich zur Minute 15 und 45. Bei größeren Events und Veranstaltungen im Stadtgebiet werden die Betriebszeiten der Busse angepasst.

## Anruf-Sammeltaxi (AST)
Zum Buchholz Bus gehört auch das AST-Angebot in Buchholz. Dies ist eine Ergänzung zum Bus- und Bahnverkehr in Buchholz, bei dem normale Taxen zum Einsatz kommen, welche mit einem AST-Zeichen in der Frontscheibe gekennzeichnet sind und über die normalen Betriebszeiten der Busse hinaus verkehren. Die Taxen fahren nur auf Wunsch und nach einem festgelegten Fahrplan täglich in der Zeit von 5:45 Uhr bis 0:45 Uhr. Fahrtwünsche müssen mindestens eine halbe Stunde vor der gewünschten Abfahrtszeit angemeldet werden. Im Bereich der Kernstadt fährt das Anruf-Sammeltaxi während der Betriebszeiten des Buchholz Bus nicht. In den Ortschaften und Stadtteilen Dibbersen, Trelde, Sprötze, Suerhop und in Teilen Holm-Seppensens und Steinbecks fährt das AST auch tagsüber, da diese nicht direkt an das Netz des Buchholz Bus angeschlossen sind. Ebenfalls wird der Bahnhof Buchholz ganztägig angefahren.
Bei allen Veranstaltungen der Empore Buchholz kann das AST auch als Veranstaltungs-Sammeltaxi (VST) genutzt werden.